# Lehnice
Lehnice este o comună slovacă, aflată în districtul Dunajská Streda din regiunea Trnava. Localitatea se află la altitudinea de 121 m deasupra n.m., se întinde pe o suprafață de 25,39 km2 și în 2017 număra 2.657 de locuitori.

## Istoric
Localitatea Lehnice este atestată documentar din 1239.

## Demografie
| An:                | 1994 | 2004   | 2014   | 2024    |
| ------------------ | ---- | ------ | ------ | ------- |
| Număr de persoane: | 2246 | 2432   | 2576   | 3323    |
| Diferență:         |      | +8,28% | +5,92% | +28,99% |

| An:                | 2023 | 2024   |
| ------------------ | ---- | ------ |
| Număr de persoane: | 3243 | 3323   |
| Diferență:         |      | +2,46% |